# Тру-Кайман
Тру-Кайман (фр. Trou Caïman) — небольшое солёное озеро в Республике Гаити. Его название можно перевести с французского как «нора каймана».
Расположено на территории Западного департамента страны, в долине Куль-де-Сак, к северо-востоку от города Порт-о-Пренс и примерно в 7 км к северо-западу от более крупного озера Соматр. Составляет примерно 9 км в длину и 3 км в ширину. Площадь озера — 16 км².